# Ковалиці
Ковалиці (пол. Kowalice, нім. Nikolschmiede) — село в Польщі, у гміні Ілова Жаґанського повіту Любуського воєводства.
Населення — 35 осіб (2011).
У 1975-1998 роках село належало до Зеленогурського воєводства.

## Демографія
Демографічна структура станом на 31 березня 2011 року:
|          | Загалом | Допрацездатний вік | Працездатний вік | Постпрацездатний вік |
| -------- | ------- | ------------------ | ---------------- | -------------------- |
| Чоловіки | 21      | 1                  | 19               | 1                    |
| Жінки    | 14      | 2                  | 8                | 4                    |
| Разом    | 35      | 3                  | 27               | 5                    |